# Muesli

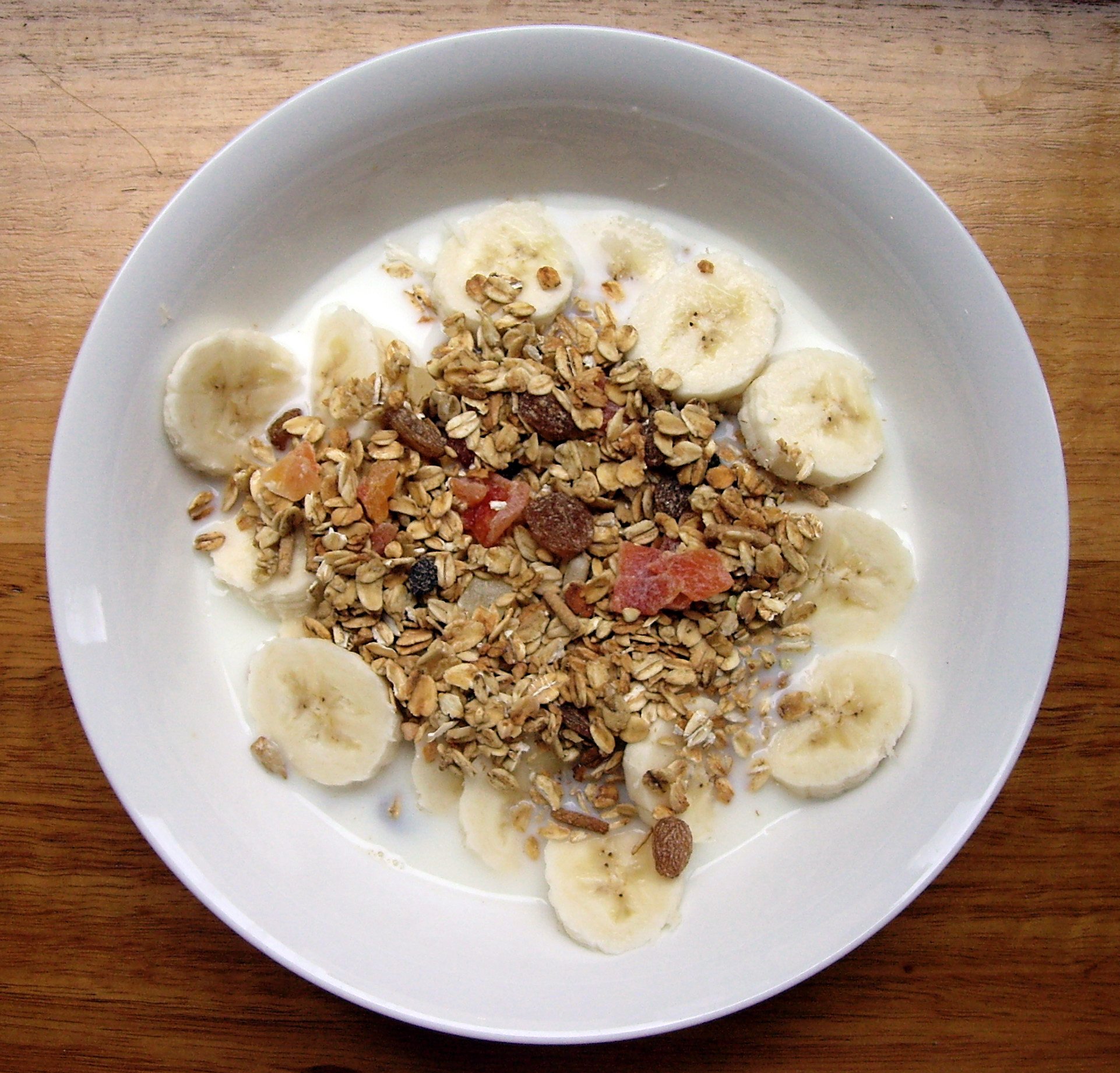
Mistura seca de muesli, servida com leite e banana

Muesli (alemão suíço Müesli, em alemão Müsli) é um cereal matinal popular à base de flocos de aveia crus, fruta e frutos secos. Foi desenvolvido cerca de 1900 pelo médico suíço Maximilian Bircher-Benner para os doentes no seu hospital. Está disponível embalado seco, ou pode ser feito com ingredientes frescos. 
Na Suíça, é também consumido como uma opção de prato leve no jantar.